# Draheničky
Draheničky jsou malá vesnice, část obce Mišovice v okrese Písek v Jihočeském kraji. Nachází se asi 2,5 kilometru severozápadně od Mišovic. Je zde evidováno 15 adres. V roce 2011 zde trvale žilo patnáct obyvatel.
Draheničky leží v katastrálním území Svučice o výměře 8,69 km².

## Historie
První písemná zmínka o vesnici pochází z roku 1323.
Dne 29. června 1623 zde byl zavražděn Jan Jiří Gryspek z Gryspachu. Ránu pistolí mu uštědřil Jan Karel Příchovický z Příchovic, který mu po pádu z koně ještě uštědřil několik ran mečem. Jan Jiří bydlel v Draheničkách na statku „u Hulů“, který patřil jeho tetě Anně Šicovné, poté co byl Gryspekům v důsledku zapojení do stavovského povstání, zkonfiskován veškerý majetek.

## Obyvatelstvo
| Rok            | 1869 | 1880 | 1890 | 1900 | 1910 | 1921 | 1930 | 1950 | 1961 | 1970 | 1980 | 1991 | 2001 | 2011 | 2021 |
| -------------- | ---- | ---- | ---- | ---- | ---- | ---- | ---- | ---- | ---- | ---- | ---- | ---- | ---- | ---- | ---- |
| Počet obyvatel | 92   | 95   | 82   | 101  | 94   | 82   | 75   | 39   | 46   | 34   | 23   | 18   | 25   | 15   | 15   |
| Počet domů     | 11   | 11   | 13   | 13   | 10   | 11   | 11   | 11   | 9    | 9    | 8    | 7    | 13   | 14   | 13   |

## Obecní správa
Při sčítání lidu v letech 1850–1879 Draheničky byly osadou obce Výšice v okrese Blatná. V letech 1880–1971 byly osadou obce Svučice, se kterým patřily nejprve do okresu Blatná, ale od roku 1950 v okrese Písek. Od 26. listopadu 1971 do 31. prosince 1984 byly částí obce Mišovice v okrese Písek, kdy se konaly obecní volby. Od 1. ledna 1985 do 23. listopadu 1990 byly částí města Mirovice v okrese Písek. Od 24. listopadu 1990 jsou opět částí obce Mišovice v okrese Písek.

## Pamětihodnosti
- Ve vesnici se nachází zvonice.
- Poblíž zvonice se nalézá kříž. Kříž nese na svém kamenném podstavci dataci 1850. Na kulatém štítku je tento nápis: POCHVÁLEN PÁN JEŽIŠ KRISTUS
- V Seznamu kulturních památek v okrese Písek je vedená místní tvrz.

## Galerie

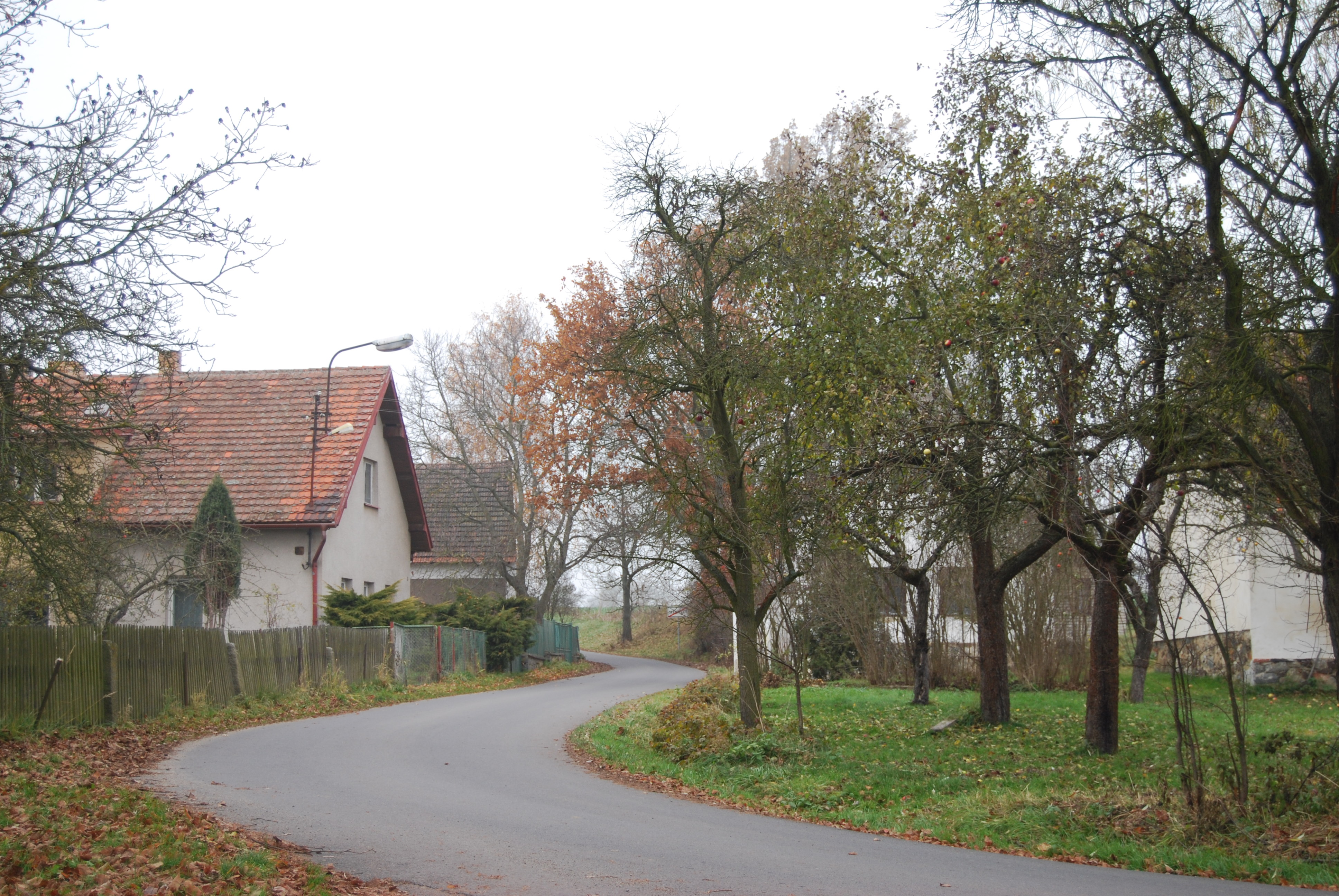
Pohled na část vesnice
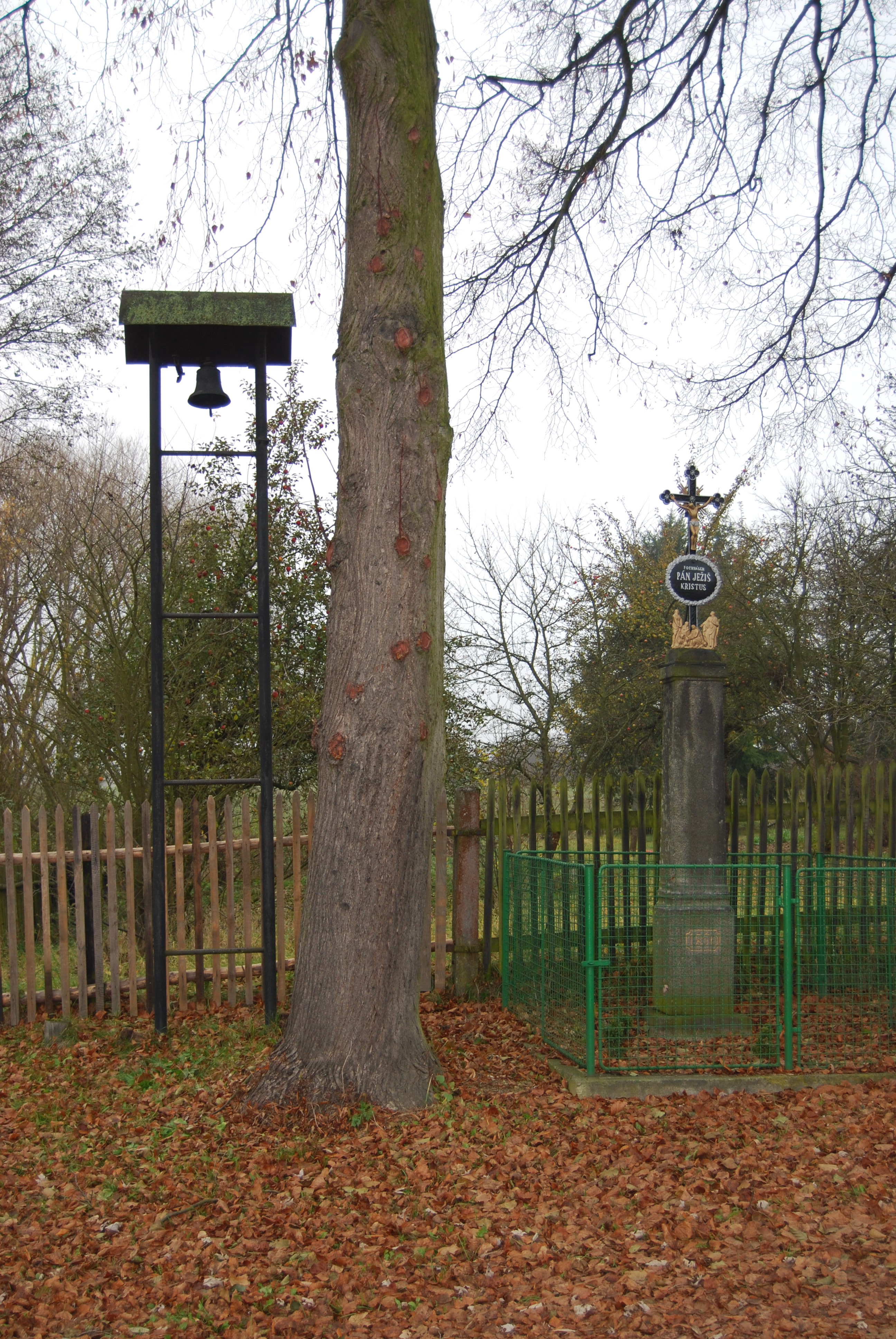
Kříž a zvonice ve vsi
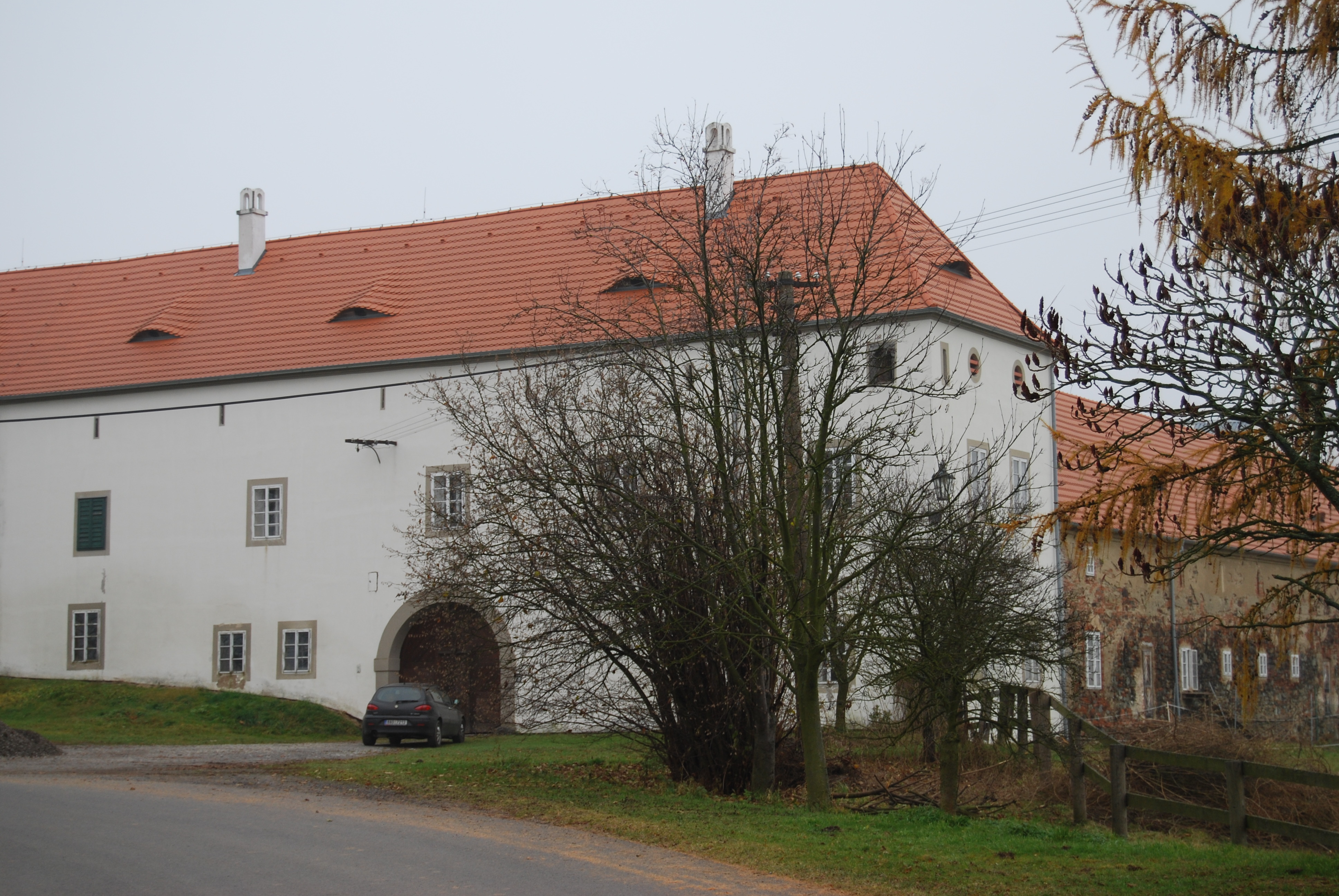
Tvrz ve vsi